# 1270 Datura
Az 1270 Datura (ideiglenes jelöléssel 1930 YE) a Naprendszer kisbolygóövében található aszteroida. George Van Biesbroeck fedezte fel 1930. december 17-én.